# Sveriges & Norges Järnvägar
Die Sveriges & Norges Järnvägar AB wurde 1883 gegründet. Die Eisenbahngesellschaft baute den Streckenabschnitt Gällivare–Luleå der norwegisch-schwedischen Erzbahn.

## Geschichte
Die Sveriges & Norges Järnvägar AB bekam eine Konzession von der Regierung der schwedisch-norwegischen Union zum Bau der Strecke Gällivare–Luleå. 1884 erfolgte der Vertragsabschluss mit einer Baufirma. Hinter den Auftragnehmern standen die Ingenieure Wilkinson und Jarvis, die als ehrenamtliche Mitarbeiter des Unternehmens beschrieben wurden, jedoch weitgehend an dem Auftrag interessiert waren. Ab 1886 wurden Schuldverschreibungen ausgegeben, um Geld für den Bau zu erhalten.
1888 wurden Wilkinson und Jarvis die Direktoren der Eisenbahngesellschaft. Die Auftragnehmer und das Unternehmen gerieten jedoch in finanzielle Schwierigkeiten. Wilkinson schlug die Gründung eines neuen Unternehmens Swedish and Norwegian Railway Car Trust Company Ltd vor, um die Fahrzeuge zu erwerben. Die Fahrzeuge wurden jedoch nicht übertragen.
1890 wurde die Gesellschaft aufgelöst. Die Strecke und ein Teil der Fahrzeuge (S&NJ 1–4, 16, 17) wurden an Statens Järnvägar verkauft. Der Rest, die teilweise nicht bezahlten S&NJ 5–14 und 17–26, gingen an den Hersteller Sharp, Stewart and Company zurück und wurden anderweitig verkauft.